# أولاد سيدي عبد الله (البهالة)
أولاد سيدي عبد الله هو دُوَّار يقع بجماعة رأس العين الشاوية، إقليم سطات، جهة الدار البيضاء سطات في المملكة المغربية. ينتمي الدوّار لمشيخة البهالة التي تضم 5 دواوير. يقدر عدد سكانه بـ 1138 نسمة حسب الإحصاء الرسمي للسكان والسكنى لسنة 2004.

## روابط خارجية
- البوابة الوطنية للجماعات الترابية
- المندوبية السامية للتخطيط